# Neuville-en-Hez
Neuville-en-Hez – miejscowość i gmina we Francji, w regionie Hauts-de-France, w departamencie Oise.
Według danych na rok 1990 gminę zamieszkiwały 902 osoby, a gęstość zaludnienia wynosiła 32 osoby/km² (wśród 2293 gmin Pikardii Neuville-en-Hez plasuje się na 316. miejscu pod względem liczby ludności, natomiast pod względem powierzchni na miejscu 25.).